# Randová
Randová – potok, dopływ Zelenego potoku na Słowacji. Wypływa na wysokości około 1420 m na północno-zachodnich stokach Suchego Wierchu w Wielkiej Fatrze. Uchodzi do Zelenego potoku na wysokości około 950 m, w tym samym miejscu, co potok spływający z południowych stoków Ploski.
Zlewnia potoku Randová obejmuje porośnięte lasem wschodnie stoki suchego Wierchu. Górna jej część to objęte ochroną ścisłą obszary rezerwatu Suchý vrch.